# 1079
| 1079               |
| ------------------ |
| Dødsfald - Fødsler |
|                    |

| Gregoriansk kalender | 1079 MLXXIX             |
| Ab urbe condita      | 1832                    |
| Armensk kalender     | 528 ԹՎ ՇԻԸ              |
| Kinesiske kalender   | 3775 – 3776 戊午 – 己未 |
| Etiopisk kalender    | 1071 – 1072             |
| Jødisk kalender      | 4839 – 4840             |
| Hindukalendere       |                         |
| - Vikram Samvat      | 1134 – 1135             |
| - Shaka Samvat       | 1001 – 1002             |
| - Kali Yuga          | 4180 – 4181             |
| Iransk kalender      | 457 – 458               |
| Islamisk kalender    | 471 – 472               |

Konge i Danmark: Harald 3. Hen 1076-1080
Se også 1079 (tal)

## Dødsfald
- 8. januar - Adele af Frankrig  fransk prinsesse, grevinde af Corbie og helgen (født 1009)